# Ivan Gláucio Paulino Lima
Ivan Gláucio Paulino Lima é um biólogo e astrobiólogo brasileiro dedicado à pesquisa das condições de vida em contextos extraterrenos.

## Biografia
Natural de Marília, Ivan Gláucio Paulino Lima graduou-se em Ciências Biológicas pela Universidade Estadual de Londrina em 2002. Três anos depois, na mesma instituição obteve - com distinção - grau de mestre em Genética e Biologia Molecular. Doutorou-se em Biofísica pelo Instituto de Biofísica Carlos Chagas Filho na Universidade Federal do Rio de Janeiro. De 2011 a 2014, foi o primeiro biólogo brasileiro a realizar pesquisa de pós-doutorado no Centro Ames de pesquisa da NASA, nos Estados Unidos. Atualmente, é cientista do Blue Marple Space Institute of Science, onde trabalha sob a supervisão da cientista Lynn Rothschild.